# حسن‌آباد (کجور)
حسن آباد، روستایی است از توابع بخش کجور شهرستان نوشهر در استان مازندران ایران.

## جمعیت
این روستا در دهستان پنجک‌رستاق قرار دارد و براساس سرشماری مرکز آمار ایران در سال ۱۳۸۵، جمعیت آن ۱۳۷ نفر (۳۵خانوار) بوده‌است. مردم حسن آباد از قومیت طبری هستند. مردم حسن آباد به زبان طبری با گویش کجوری سخن می‌گویند.